# 아드리아나 바라자
아드리아나 바라사(Adriana Barraza, 1956년 3월 5일 ~ )는 멕시코의 배우이다.

## 출연 작품

### 영화
- 케이크 (2014)
- 람보: 라스트 워 (2019) - 마리아 벨트란 역
- 도라와 잃어버린 황금의 도시 (2019)

### 텔레비전
- 실바나 신 라나 (2016-17)